# Arhopala leptines
Arhopala leptines är en fjärilsart som beskrevs av Hans Fruhstorfer 1934. Arhopala leptines ingår i släktet Arhopala och familjen juvelvingar. Inga underarter finns listade i Catalogue of Life.